# Свит (часопис)
Свит (слч. Svit; Свитање) је био културни часопис чехословачке мањине у Краљевини Срба, Хрвата и Словенаца који је излазио у Бачком Петровцу током 1923. и 1924. године.

## Историјат
Друштво чехословачких академика, основано 1923. у Бачком Петровцу, исте године у новембру је покренуло културни часопис Свит. Часопис су уређивали Јан Чајак Млађи и Андреј Сирацки, док је одговорни уредник био Јан Груњик. Од броја 4. (мај–јун 1924) главни и одговорни уредник био је Јан Чајак мл.
Годишња претплата износила је 30 динара за Краљевину СХС и 30 чехословачких круна за Чехословачку. За остале европске земље претплата је износила 60 динара, а за Сједињене Америчке Државе 1 долар. Појединачни број стајао је 6 динара. Часопис је излазио шест пута годишње, а странице су биле нумерисане према годиштима, док је појединачни број имао 32 странице.
Циљ новога часописа био је »постати коридор између Чехословачке и Југославије« па је првенствено био културног карактера, као »културни орган овдашње чехословачке мањине, као наставак и допуна целокупног досадашњег народног рада«. Часопис је такође подстицао чешку и словачку мањину на скупљање народних песама, а у њему су биле објављиване и песме српских песника попут Алексе Шантића. Осим културних прилога имао је и рубрике Okna (Прозори) с вестима из културе, Spolkový život (Друштвени живот) и рубрику посвећену студентима Študentská hlíadka (Студентска патрола).
Сарадници Свита били су и стални сарадници, односно уредници, Народне једноте и Зорничке, попут Фердинанда Клаћика, Андреја Лабата, Карола Лилгеа, Михала Ружека и Мартина Томана Банатског.
Часопис није привукао пажњу на словачке ни чешке мањине. Иако је требало да буде двојезичан (на чешком и словачком), чешки сарадници у њему нису сарађивали те је већ након 5. броја (јул-септембар 1924) престао да излази.
Покушај Друштва чехословачких академика да 1926. године обнови часопис није био успешан.